# Рысино
Ры́сино — деревня в Локнянском районе Псковской области России. 
Входит в состав Михайловской волости.
Расположена на северной окраине райцентра и городского поселения Локня.

## Население
| 2001 | 2002 | 2010 |
| ---- | ---- | ---- |
| 189  | ↘183 | ↘141 |

Численность населения деревни по оценке на начало 2001 года составляла 189 жителей.

## История
С января 1995 до апреля 2015 года деревня входила в состав ныне упразднённой Локнянской волости в качестве её административного центра.